# Tadla-Azilal
Tadla-Azilal var frem til 2015  en region i det centrale Marokko, med et indbyggertal på  1.450.519 mennesker (2. september 2004) på et areal af 17.209 km². Regionens administrative hovedby er Béni Mellal. Fra 2015 blev den en del af regionen Béni Mellal-Khénifra.

## Administrativ inddeling
Regionen er inddelt i to provinser: 
- Azilal, Béni-Mellal

## Større byer
Indbyggertal i følge  folketællingen 2. september 2004.
- Béni Mellal (163.286)
- Fquih Ben Salah (82.446)
- Souk Sebt Oulad Nemma (51.049)
- Kasba Tadla (40.898)
- Azilal (27.719)